# Minamoto no Tsunenobu
Minamoto no Tsunenobu est un nom japonais traditionnel ; le nom de famille (ou le nom d'école), Minamoto no, précède donc le prénom (ou le nom d'artiste).
Minamoto no Tsunenobu (源経信) (1016 - 20 février 1097) est un poète et courtisan kuge japonais de la seconde moitié de l'époque de Heian. Son père est Minamoto no Michikata et sa mère, la fille de Minamoto no Kunimori, un gouverneur de la province de Harima. Il a deux enfants, le poète Minamoto no Toshiyori et Minamoto no Mototsuna.
En 1062 il est nommé Uchūben et peu après kurōdonotō, puis sangi en 1067. En 1068 il occupe un poste gouvernemental dans la province d'Iyo, en 1069 il est promu jusanmi et shōsanmi en 1071. Il accède au titre de sadaiben en 1072, est nommé à un poste administratif en 1703 dans la province de Harima et devient chūnagon en 1075. En 1077 il obtient le titre de shōnii et en 1083 il est promu gondainagon, pour atteindre le titre de dainagon en 1091.
En 1094 il est désigné dazai no gon no Sochi et quitte la capitale l'année suivante pour se rendre dans l'île de Kyushu afin de rentrer dans sa charge. Il meurt en 1097 à l'âge de 82 ans alors qu'il est dazaifu (gouverneur militaire extraordinaire).
Ses premiers poèmes paraissent dans la compilation Yūshi Naishinnō-ke Meisho Uta-awase. En tant que poète, il est rival avec Fujiwara no Michitoshi, Il est connu pour ses compétences en poésie et en musique orchestrale et est expert en yūsokukojitsu, une pratique réservée exclusivement à la cour; Il participe également à plusieurs utaawase (concours de waka). Quatre-vingt-six de ses poèmes sont inclus dans l'anthologie Goshūi Wakashū, ouvrage auquel il participe de manière indirecte, et dans d'autres anthologies impériales comme le Kin'yō Wakashū. Il écrit aussi quelques critiques comme le Goshūi Mondō (後拾遺問答) et le Nan Goshūi (難後拾遺). Une compilation de ses poèmes s'intitule Tsunenobu-shū (経宣集) et son journal porte le nom Uchiki (帥記). Un de ses poèmes est inclus dans le Ogura Hyakunin Isshu.

## Source
- Peter McMillan (2008) One hundred poets, one poem each: a translation of the Ogura Hyakunin Isshu. New York: Columbia University Press.  (ISBN 978-0-231-14398-1)

## Source de la traduction
- (es) Cet article est partiellement ou en totalité issu de l’article de Wikipédia en espagnol intitulé « Minamoto no Tsunenobu » (voir la liste des auteurs).